# Långnosad gullhårssnäppfluga
Långnosad gullhårssnäppfluga (Chrysopilus erythrophthalmus) är en tvåvingeart som beskrevs av Friedrich Hermann Loew 1840. Långnosad gullhårssnäppfluga ingår i släktet Chrysopilus och familjen snäppflugor. Enligt den svenska rödlistan är arten sårbar i Sverige. Arten förekommer i Götaland. Artens livsmiljö är våtmarker, sjöar och vattendrag, skogslandskap. Inga underarter finns listade i Catalogue of Life.